# Wolfgang Schüssel
Wolfgang Schüssel (Vienna, 7 giugno 1945) è un ex politico austriaco.
Ha ricoperto la carica di Cancelliere d'Austria fra il 2000 e il 2007. Fa parte dell'ÖVP.

## Biografia
Dopo la Volksschule ha frequentato il Schottengymnasium, famoso liceo classico di Vienna, nel quale ha conseguito la maturità nel 1963. Una volta completati gli studi di giurisprudenza (1968), ha ricoperto diverse cariche (in particolare in ambito economico) all'interno del Partito Popolare (Österreische Volkspartei, ÖVP); nel 1979 è stato eletto per la prima volta deputato al Nationalrat austriaco. Dal 24 aprile 1989 è stato Ministro dell'Economia nel governo di grande coalizione tra ÖVP ed SPÖ guidato da Franz Vranitzky. Nel 1995 ha assunto la guida del partito e in quello stesso anno è stato nominato Ministro degli Esteri e Vicecancelliere. Quando, nel 1997, Vranitzky lasciò la guida dell'esecutivo a Viktor Klima, Schüssel mantenne le cariche affidategli in precedenza.
Nel 1999, visto il risultato incerto delle elezioni, cercò un accordo con l'SPÖ, ma il tentativo fallì e Schüssel fu costretto ad accettare la guida di un governo di coalizione con il Partito liberale di Jörg Haider, esponente politico austriaco accusato dalla Comunità Europea di essere xenofobo e razzista e, per questo, pericoloso.

## Vita privata
Sposato con Krista, Schüssel ha due figli.